# Gilda O'Neill
Gilda O'Neill (25 de mayo de 1951 – 24 de septiembre de 2010) fue una novelista e historiadora británica, particularmete especializado en la historia local del East End de Londres.
Moriría a causa de los efectos secundarios de una medicación a causa de enfermedad menor. Su hijo Jeremy fallecería en Tailandia en 2013 ahogado en el mar.

## Lista parcial de las publicaciones
- My East End: Memories of Life in Cockney London (2000) ISBN 0-14-025950-3
- East End Tales (Quick Reads) (2008) ISBN 0-14-103494-7
- Our Street: East End Life in the Second World War (2004) ISBN 0-14-100046-5 (paperback)

## Novelas
- The Cockney Girl (1992)
- Whitechapel Girl (1993)
- The Bells of Bow (1994)
- Just Around the Corner (1995)
- Cissie Flowers (1996)
- Dream On (1997)
- The Lights of London (1998)
- Playing Around (2000)
- Getting There (2001)
- The Belts and Bow (2001)
- The Sins of Their Fathers (2002)
- Make Us Traitors (2003)
- Of Woman Born (2005) ISBN 0-09-942747-8